# Magic Dirt
I Magic Dirt sono un gruppo musicale alternative rock australiano, formatosi a Geelong nel 1991 e composto da Adalita Srsen, Adam Robertson e Raúl Sánchez.

## Storia
I Magic Dirt sono saliti alla ribalta nel novembre 1994, con la pubblicazione dell'EP Life Was Better, che ha ricevuto quattro candidature agli ARIA Music Awards e che ha raggiunto il 71º posto nella classifica nazionale. Nel 2020 è stato ripubblicato nei formati CD e vinile, spingendosi così fino alla 26ª posizione. Il loro album di debutto, intitolato Friends in Danger, è uscito due anni dopo ed ha raggiunto la 25ª posizione della ARIA Albums Chart. Sono seguiti gli album Young & Full of the Devil, What Are Rock Stars Doing Today, Tough Love e Snow White, che si sono piazzato rispettivamente al 100º, 35º, 15º e 24º posto nella classifica australiana. What Are Rock Stars Soing Today è stato candidato ad un ARIA Music Award 2001. Though Love e Snow White hanno accumulato quattro candidature alla medesima premiazione e da essi sono stati estratti i singoli Plastic Loveless Letter e Locket, 34º e 51º nella classifica australiana dei singoli. Ad agosto 2009 il membro del gruppo Dean Turner è morto a causa di  Dermatofibrosarcoma, malattia che ha combattuto per nove anni. A seguito della sua morte il gruppo è partito per un tour finale ed è entrato in pausa. Nel 2018 si sono riuniti per diversi concerti e sono stati introdotti nella National Live Music Awards Hall of Fame.

## Formazione
- Adalita Srsen – voce, chitarra
- Adam Robertson – batteria
- Raúl Sánchez – chitarra

### Turnisti
- Steve Patrick – basso

### Ex componenti
- Daniel Herring – chitarra
- Dean Turner – basso
- Dave Thomas – chitarra

## Discografia

### Album in studio
- 1996 – Friends in Danger
- 1998 – Young & Full of the Devil
- 2000 – What Are Rock Stars Doing Today
- 2003 – Tough Love
- 2005 – Snow White
- 2007 – Roky's Room
- 2007 – Beast
- 2008 – Girl

### Raccolte
- 1995 – Magic Dirt

### EP
- 1993 – Signs of Satanic Youth
- 1994 – Life Was Better
- 2006 – Magic Dirt
- 2009 – White Boy

### Singoli

#### Come artista principale
- 1993 – Super Tear
- 1993 – Redhead
- 1994 – Ice
- 1995 – I Was Cruel
- 1996 – Shovel / Heavy Business
- 1997 – Sparrow
- 1997 – Rabbit with Fangs
- 1998 – She-Riff
- 1998 – Supertear '98
- 2000 – Dirty Jeans
- 2001 – Pace It"
- 2001 – Supagloo
- 2001 – Magazine / I Want a Dog
- 2002 – City Trash
- 2003 – Vulcanna
- 2003 – Watch Out Boys
- 2003 – Plastic Loveless Letter
- 2004 – All My Crushes
- 2005 – Locket
- 2005 – I Love the Rain
- 2007 – Bring Me the Head of
- 2008 – Romy
- 2008 – White Boy

#### Come artista ospite
- 1999 – Expectations (Ronin System feat. Magic Dirt)